# Moleiro

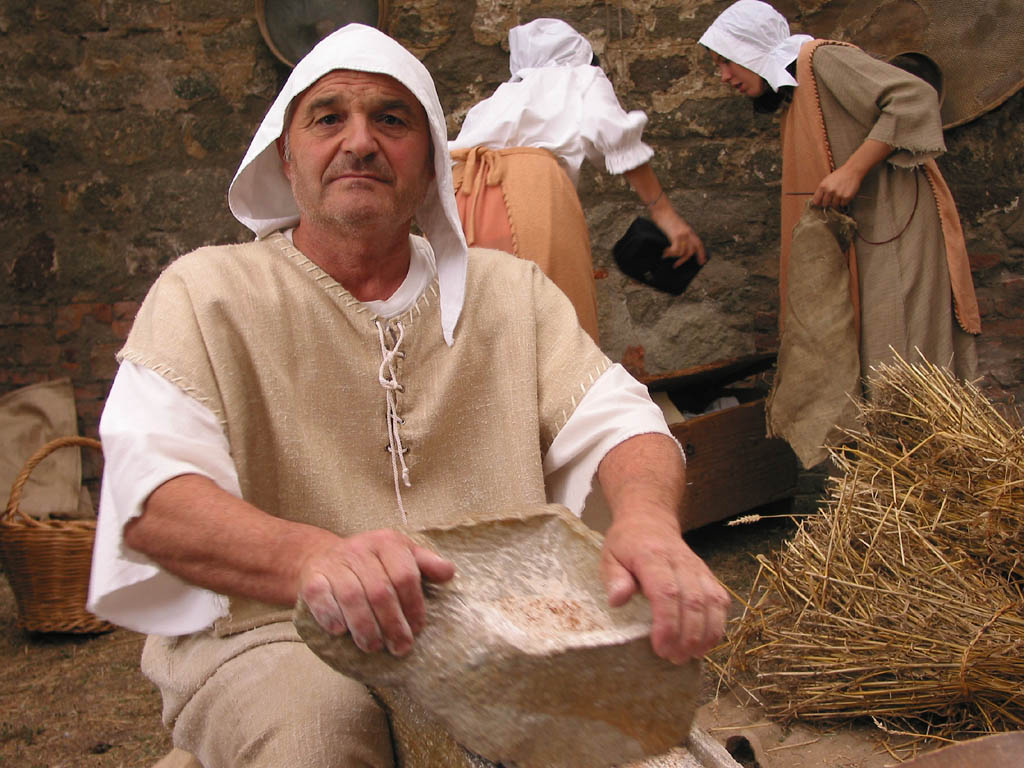
Um homem com traje medieval de um moleiro em Monselice, Itália setentrional

Moleiro (do latim molinarìus) é uma antiga profissão ligada à moedura de cereais, especialmente à do trigo para a fabricação de farinha. O termo moleiro denominava tanto trabalhadores braçais de um moinho, como o proprietário de uma moenda.
A profissão de moleiro é uma das mais antigas ocupações humanas e surgiu de forma independente em várias partes do mundo, tendo sido essencial para o desenvolvimento da agricultura, embora tenha sido anterior ao seu surgimento, remontando a épocas dos caçadores-coletores.
A profissão do moleiro deu origem a um apelido de família apesar de ser pouco comum, diferentemente do ocorrido com outros ofícios tradicionais, como ferreiro ("Ferreira"). Já em outras línguas, sobrenomes derivados do ofício de moleiro estão entre os mais populares, como "Miller" em inglês, "Müller" em alemão. "Mugnaio", "Munari" ou "Molinari" em italiano, "Meunier" em francês
e "Melnyk" em russo.